# Караул (Узбекистан)
Караул (узб. Qorovul / Қоровул) — городской посёлок, административный центр Ургенчского района Хорезмской области Узбекистана.

## Население
По переписи населения в 1989 году в селе проживало 8520 человек.